# Ochsenkopf (Smreczany)
Ochsenkopf – szczyt w paśmie górskim Smreczany (Niemcy).  Wysokość 1024 m n.p.m.